# Aleksander Moldenhawer

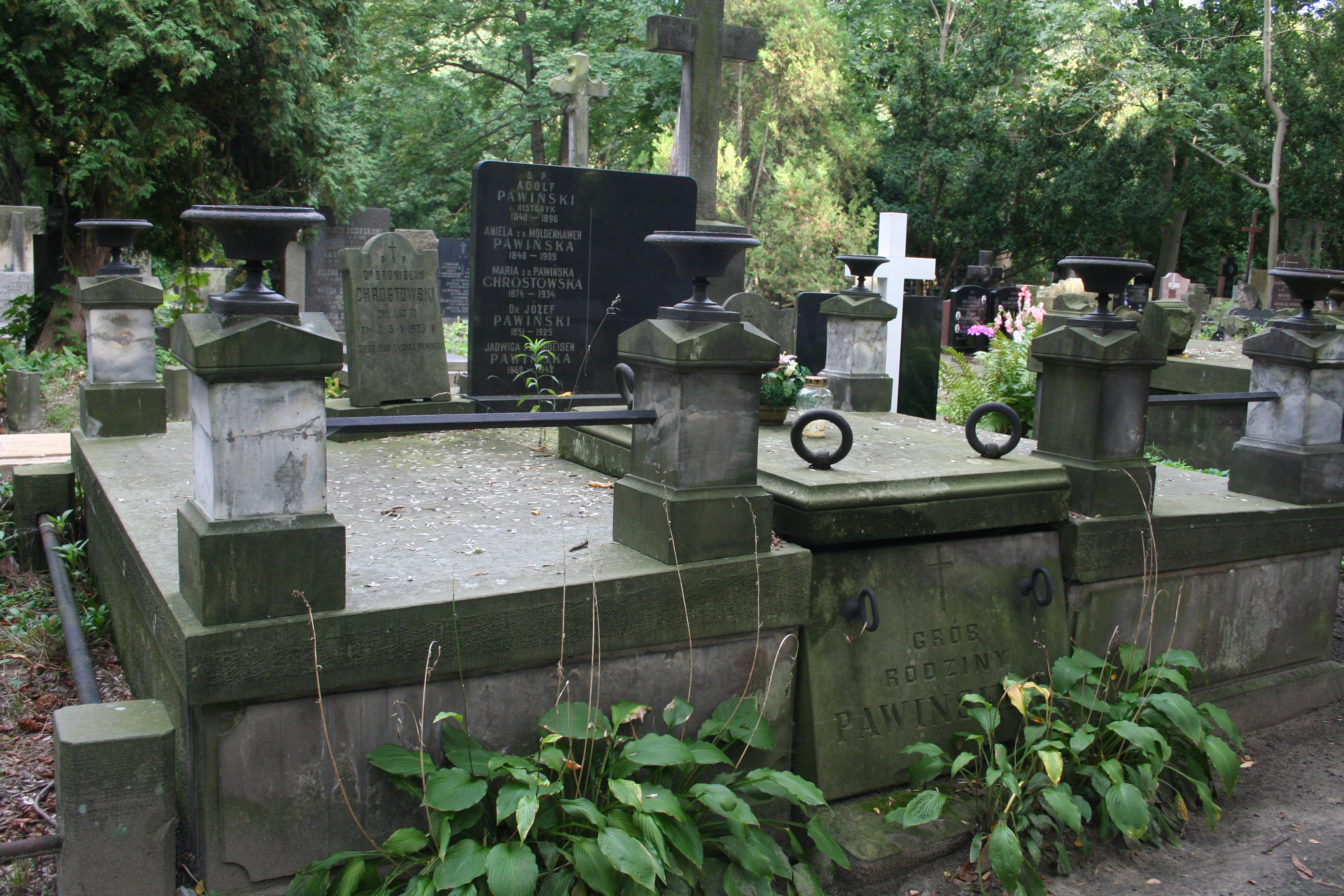
Grób Aleksandra Moldenhawera na cmentarzu Powązkowskim

Aleksander Konstanty Edward Moldenhawer (ur. 4 lutego 1840 w Warszawie, zm. 29 kwietnia 1909 w Krakowie) – polski prawnik, sędzia, działacz społeczny, członek Towarzystwa Naukowego Warszawskiego.

## Życiorys
Pochodził z rodziny norweskiej, przybyłej do Polski w XVIII wieku; był synem Edwarda Ludwika (urzędnika skarbowego) i Józefy Kamilli z Krzyżanowskich, bratem Anieli (1848–1909), żony Adolfa Pawińskiego. Kształcił się w Instytucie Szlacheckim w Warszawie, w latach 1857–1863 studiował prawo na uniwersytetach w Petersburgu i Moskwie; na uniwersytecie petersburskim uzyskał stopień kandydata praw (1863). Pracował jako asesor Sądu Policji Poprawczej w Warszawie (1867–1874), podprokurator Sądu Apelacyjnego w Warszawie (1874–1876), sędzia rosyjskiego Sądu Okręgowego w Warszawie (od 1876). Współpracował z „Gazetą Sądową Warszawską”.
Od 1908 był członkiem Towarzystwa Naukowego Warszawskiego. Należał także do Międzynarodowego Związku Prawa Karnego (od 1889), Towarzystwa Prawniczego w Warszawie (1907 członek założyciel), Societe Generale des Prisons w Paryżu. Uczestniczył w Międzynarodowym Kongresie Penitencjarnym w Rzymie w 1885. Działał w organizacjach społecznych, był współzałożycielem Towarzystwa Osad Rolnych (1870) i prezesem Towarzystwa Opieki nad Dziećmi.
Zainteresowania naukowe Moldenhawera obejmowały prawo penitencjarne i prawo karne. W obszernej publikacji O przeprowadzeniu odosobnienia w zakładach więziennych (1866–1870, 3 tomy) przedstawił uzasadnienie konieczności odosobnienia więźniów dorosłych i niepełnoletnich oraz wskazywał na zadania wychowania i kształcenia zakładów karnych. Interesował się problematyką przestępczości nieletnich. Wprowadził pojęcie "kary użyteczności publicznej" w odniesieniu do kar krótkoterminowych. Badał statystyki sądowo-karne Królestwa Polskiego. Był zdecydowanym przeciwnikiem kary śmierci i stosowania kar cielesnych.

### Życie prywatne
W 1886 ożenił się z Amalią Anielą Ostrowską h. Dąbrowo-Korab i miał z nią dwóch synów: Józefa (1886–1941) – prawnika, sekretarza Zarządu Głównego Zjednoczenia Notarialnego RP i Konstantego (1889–1962) – profesora botaniki, wykładowcę Uniwersytetu Jagiellońskiego i Poznańskiego.
Zmarł na udar mózgu w wieku 69 lat. Spoczywa na cmentarzu Powązkowskim w Warszawie (kwatera 207-6-24,25,26).

## Publikacje (wybór)
- O zakładach karnych dla nieletnich przestępców i dzieci potrzebujących opieki (1871)[2]
- Della sorveglianza della polizia in Polonia (1881)
- O opiece u nas nad dziećmi (1890)[3]
- Kilka uwag z powodu książek i broszur, dotyczących nieletnich (1892)
- Prawodawstwo porównawcze kryminalne (1893)
- O stowarzyszeniu generalnem więzień i jego biuletynach (1898)
- Dzieci opuszczone i występne w Hollandyi (1903)
- Metody zarządu więziennego w Stanach Zjednoczonych (1905)